# Bolesław Wajzler
Bolesław Wajzler (ur. 1 lutego 1881 w Żarnowcu, zm. 8 marca 1941 w KL Auschwitz) – polski duchowny katolicki, działacz społeczny.

## Życiorys
Urodził się 1 lutego 1881 w Żarnowcu. Ukończył studia na Wydziale Filozoficznym Uniwersytetu Jagiellońskiego w Krakowie i w Seminarium Duchownym w Kielcach i w 1903 roku otrzymał święcenia kapłańskie. Od 1908 roku był katechetą w szkołach w Zawierciu. W latach 1916–1917 był proboszczem w parafii Nawiedzenia NMP w Chruszczobrodzie. W 1917 roku powrócił do Zawiercia. W tym samym roku zainicjował powstanie Seminarium Nauczycielskiego Żeńskiego, która była pierwszą placówką tego typu w Zagłębiu Dąbrowskim. Szeroko angażował się w działalność społeczno-charytatywną. W 1926 roku został mianowany kanonikiem honorowym kapituły wiślickiej. Po erygowaniu diecezji częstochowskiej został do niej inkardynowany, po czym mianowano go egzaminatorem prosynodalnym. W 1938 roku został proboszczem parafii Świętych Apostołów Piotra i Pawła w Zawierciu. W 1940 roku został aresztowany przez hitlerowców. Po dekonspiracji organizacji „Płomień” został ponownie aresztowany 18 września 1940 i wywieziony do Opola. 21 lutego 1941 został wywieziony do obozu koncentracyjnego w Auschwitz, gdzie zmarł 8 marca tego samego roku. Pierwotnie pochowany w Żarnowcu. Pod koniec lat 60. jego szczątki zostały przeniesione do kapłańskiego grobowca w Zawierciu, a w uroczystości brał udział bp Franciszek Musiel.

## Ordery i odznaczenia
- Złoty Krzyż Zasługi (11 listopada 1936)[1]

## Upamiętnienie
Jego imię nosi jedna z ulic w Zawierciu.